# Behrendorf (Schleswig-Holstein)
Behrendorf (frisó septentrional Bjarntoorp, danès Bjerndrup, baix alemany Behrendörp) és un municipi a l'amt Viöl del districte de Nordfriesland, dins l'Amt Viöl, a l'estat alemany de Slesvig-Holstein. Es troba a 15 kilòmetres de Husum, entre Viöl, Sollwitt i Bondelum. El 31 de desembre del 2023 tenia 571 habitants.